# Сквер Небесной сотни (Киев)
Сквер Небесной Сотни (название официально не утверждено) — сквер, расположенный в центре Киева на улице Михайловской, 24-26, между Михайловской площадью и Майданом. Сквер назван в честь Героев Небесной Сотни.

## История

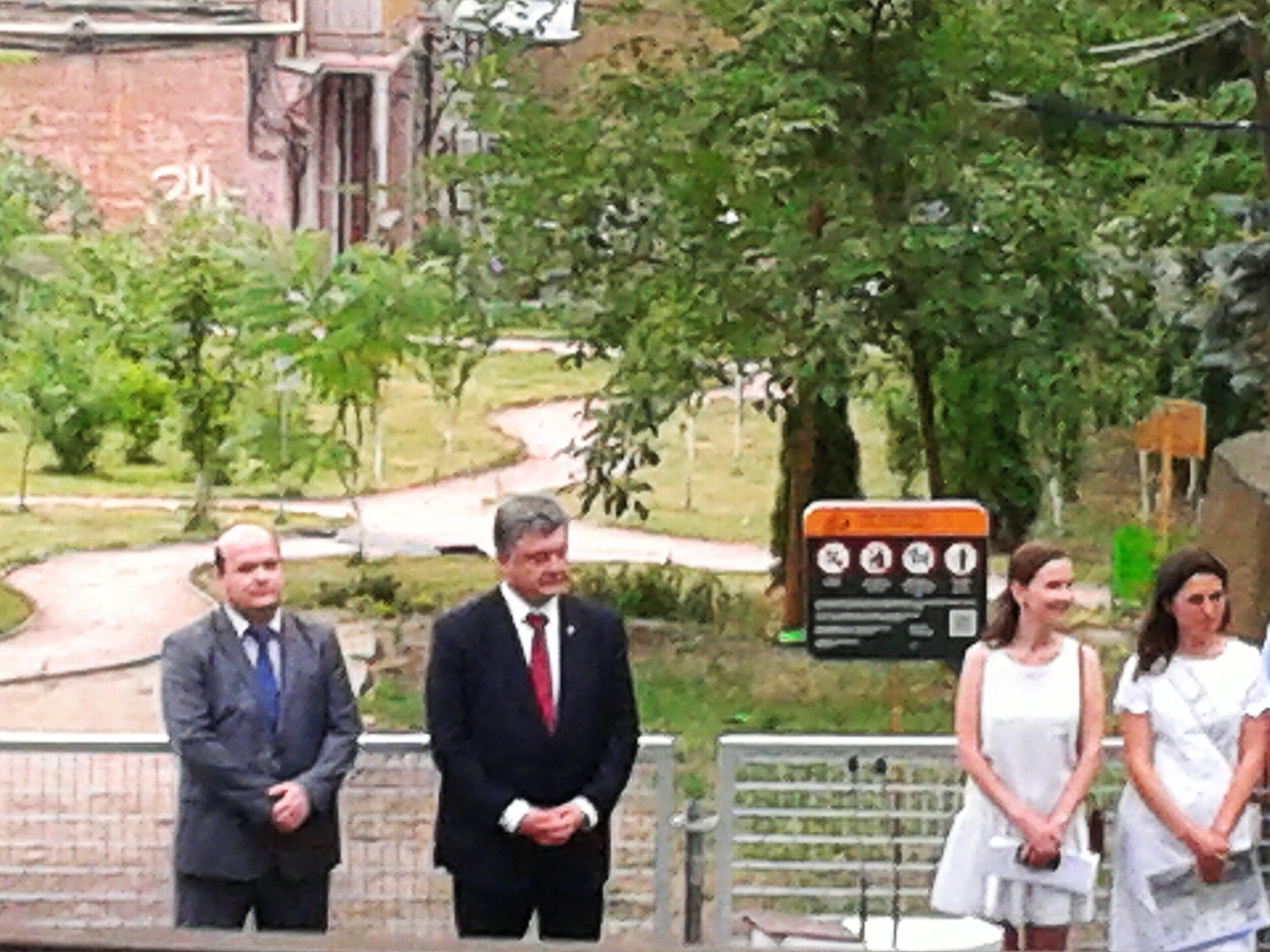
Президент Украины Петро Порошенко на открытии сквера

Во время противостояния 18-20 февраля 2014 активисты Майдана демонтировали на участке железный забор, с которого возвели баррикады.
С марта волонтеры убрали территорию, распланировали сквер, создали детскую площадку. Деревья, которые привезли из разных уголков Украины, высадили киевляне и родственники Героев Небесной Сотни. Идею общественного огорода заимствовали у зарубежных энтузиастов из Лос-Анджелеса, Мельбурна, Мумбаи, Сиэтла, Лондона, где есть опыт основания городских ферм.
Открытие прошло 9 июля 2015 года. В открытии приняли участие Президент Украины Петр Порошенко, посол Португалии в Украине Мария Криштина Серпа ди Алмейда, активисты, художники, отец Сергея Нигояна — Гагик Нигоян.

## Граффити

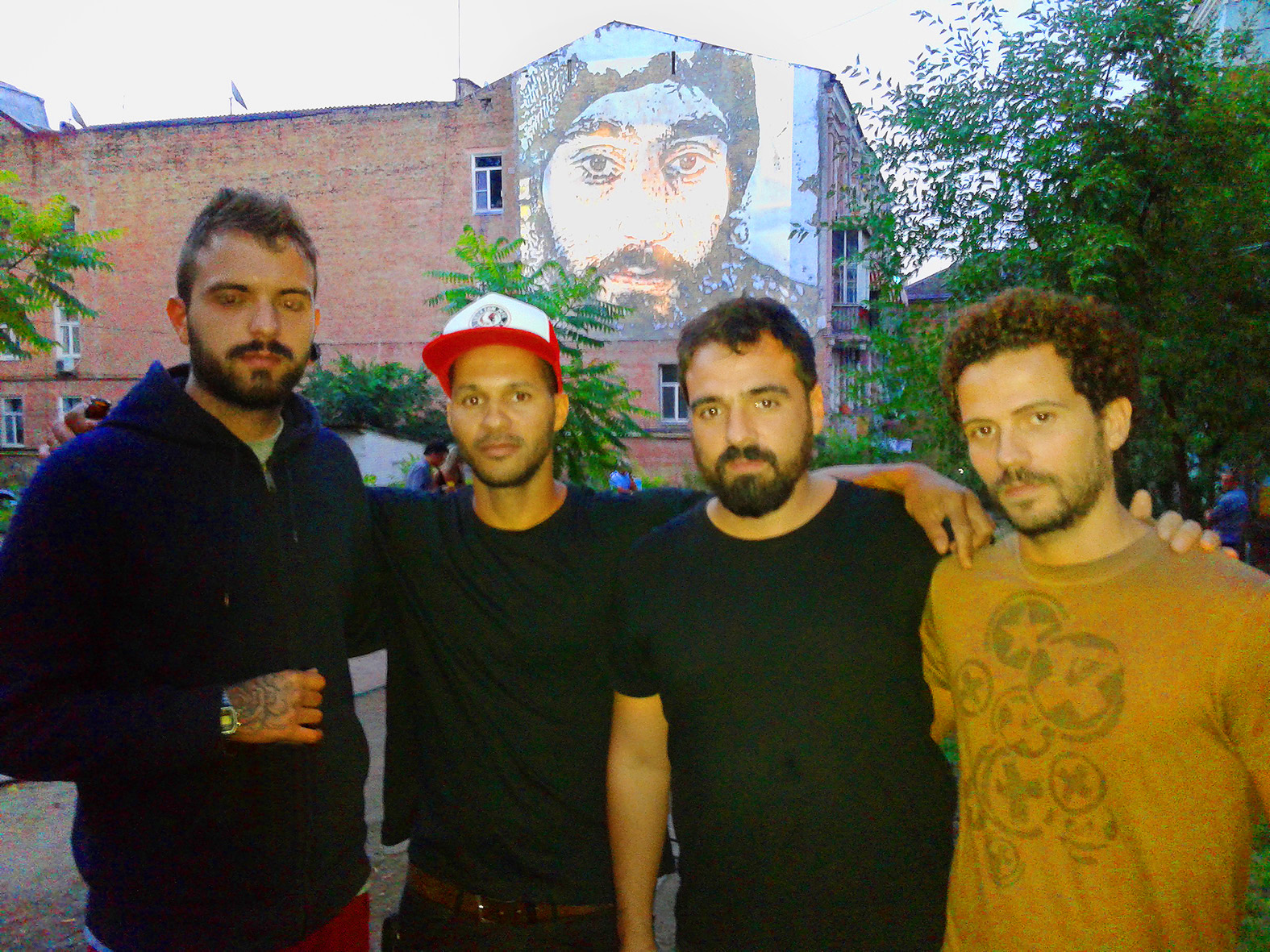
Автор граффити Алешандре Фарту (второй справа) стоит со своей командой

Представители общественного объединения «Город Сад» предложили в сквере сделать мурал-арт (настенную живопись). Основатель сквера Евгения Кулеба и специалист по стрит-арту Олег Соснов пригласили португальского граффити-художника Алешандре Фарту (Vhils).

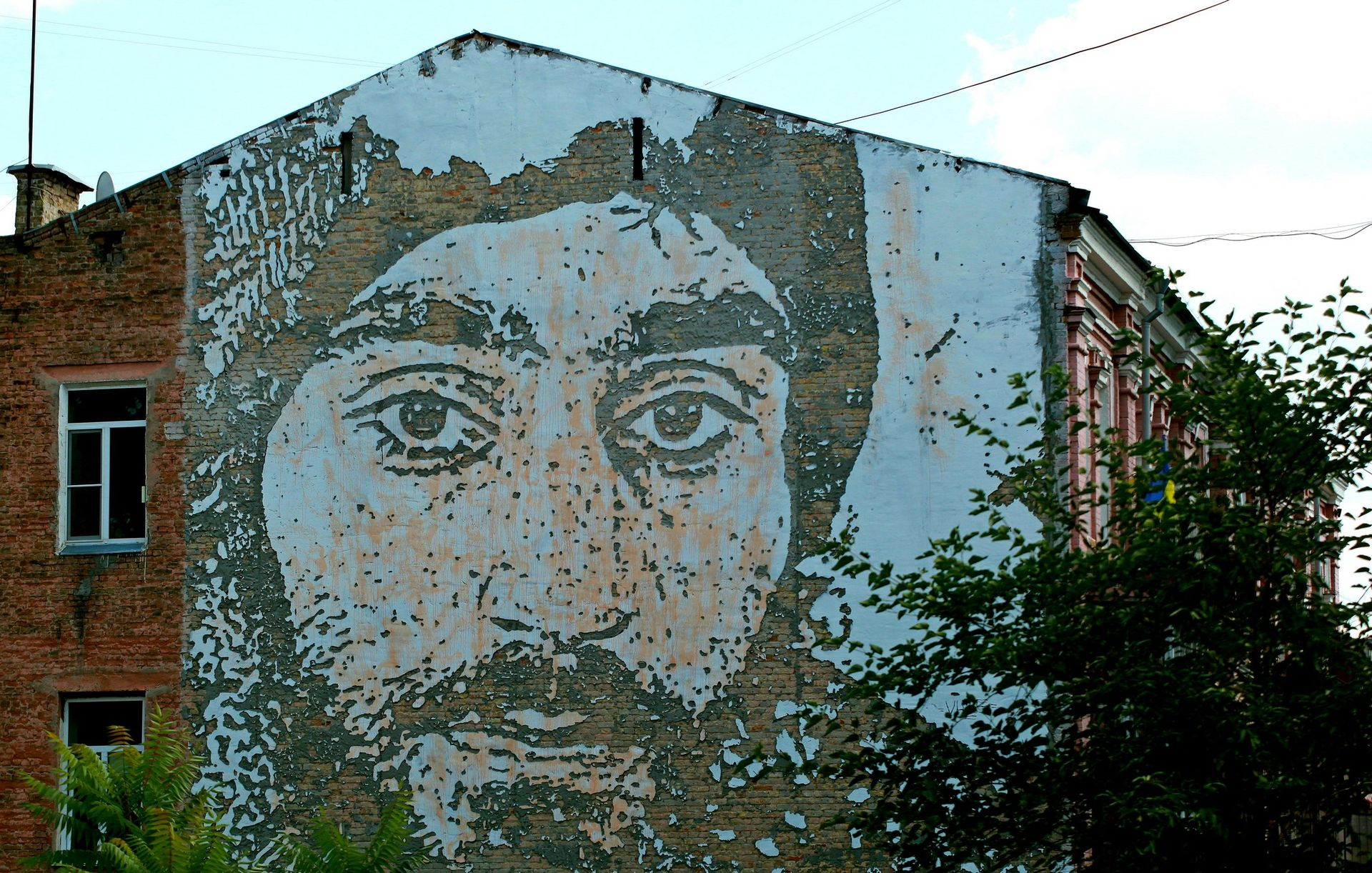
Мемориал с изображением Сергея Нигояна

Уличный художник с помощью техники вырезки сделал на стене дома изображение Сергея Нигояна площадью 100 квадратных метров. Фарту объяснил, что центральным элементом композиции являются глаза Нигояна, являющиеся «глазами всей Небесной Сотни».

## Борьба за собственность

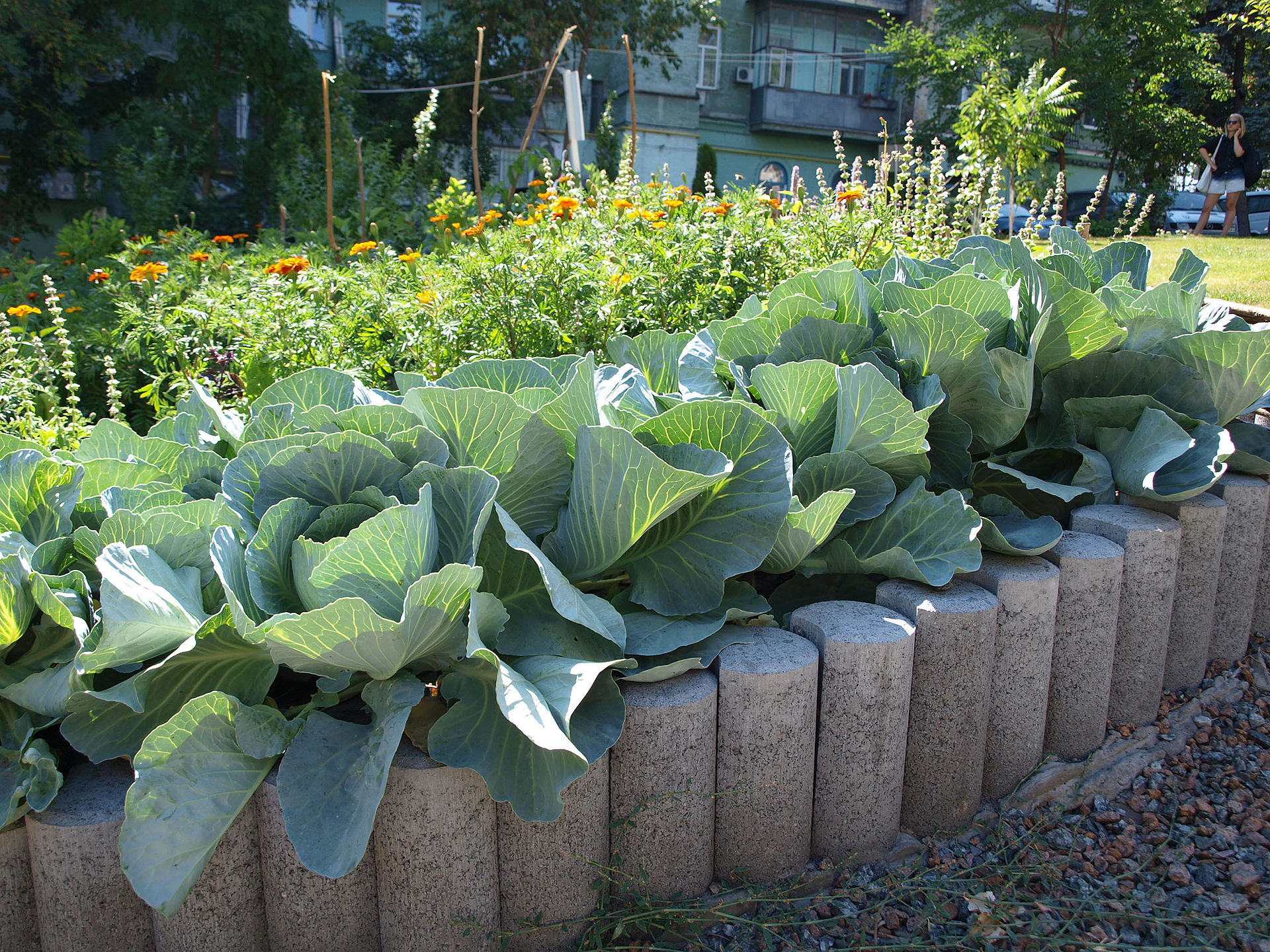
Огород на сквере Небесной Сотни в Киеве

По состоянию на начало 2016 года участок, на котором находится Сквер, вопреки заявлению мэра города Виталия Кличко, по которому сквер «вернули общине города», и в дальнейшем находится в частной собственности под строительство гостиничного комплекса с подземными и наземными паркингами. Это побудило общественных активистов создать петицию в Киевсовет с требованием «вернуть Сквер Небесной сотни киевлянам!», эта петиция набрала необходимое количество голосов в течение трех дней.
1 декабря 2016 года Хозяйственный суд Киева отобрал право собственности на земельный участок сквера Небесной сотни у частных владельцев в пользу города.

## Награда
В 2016 году в Барселоне Сквер Небесной Сотни получил награду «Особое упоминание 2016» на конкурсе «Европейская награда за урбанистическое публичное пространство» (The European Prize for Urban Public Space), самый авторитетный урбанистический конкурс в Европе.